# Licuala punctulata
Licuala punctulata är en enhjärtbladig växtart som beskrevs av Karl Ewald Maximilian Burret. Licuala punctulata ingår i släktet Licuala och familjen Arecaceae. Inga underarter finns listade i Catalogue of Life.